# Eulithis associata
Eulithis associata là một loài bướm đêm trong họ Geometridae.